# Bride 13
Bride 13 è un serial cinematografico del 1920 diretto da Richard Stanton.
Prodotto dalla Fox e uscito nelle sale statunitensi il 10 settembre 1920, il serial, interpretato da Marguerite Clayton, viene considerato perduto.

## Trama

### Episodi
- 1. Snatched from the Altar
- 2. The Pirate's Fangs
- 3. The Craft of Despair
- 4. The Vulture's Prey
- 5. The Torture Chamber
- 6. The Tarantula's Trail
- 7. Tongues of Flame
- 8. Entombed
- 9. Hurled from the Clouds
- 10. The Cavern of Terror
- 11. Greyhounds of the Sea
- 12. The Creeping Peril
- 13. Reefs of Treachery
- 14. The Fiendish Tribesmen
- 15. Thundering Vengeance

## Produzione
Il serial in 15 episodi fu prodotto dalla Fox Film Corporation.

## Distribuzione
Il serial venne distribuito dalla Fox Film Corporation e uscì nelle sale nel settembre del 1920.

### Data di uscita
IMDB
- USA	10 settembre 1920
- USA	17 settembre 1920	 (Episode 2)
- USA	24 settembre 1920	 (Episode 3)
- USA	1º ottobre 1920	 (episodio 4)
- USA	8 ottobre 1920	 (episodio 5)
- USA	15 ottobre 1920	 (episodio 6)
- USA	22 ottobre 1920	 (episodio 7)
- USA	29 ottobre 1920	 (episodio 8)
- USA	5 novembre 1920	 (episodio 9)
- USA	12 novembre 1920	 (episodio 10)
- USA	19 novembre 1920	 (episodio 11)
- USA	26 novembre 1920	 (episodio 12)
- USA	3 dicembre 1920	 (episode 13)
- USA	10 dicembre 1920	 (episode 14)
- USA	17 dicembre 1920	 (episode 15)
- Portogallo A Noiva n º 13	17 luglio 1922